# Nao Tōyama
Nao Tōyama (東山 奈央 Tōyama Nao?,  Tokio, Japón, 11 de marzo de 1992) es una actriz de voz y cantante japonesa, actualmente afiliada a INTENTION. Anteriormente estuvo afiliada con Arts Vision. Debutó como seiyū en 2010 e interpretó su primer papel protagónico como Kanon Nakagawa en The World God Only Knows. También es conocida por sus papeles tales como Chitoge Kirisaki en Nisekoi, Yui Yuigahama en Oregairu, Tomoe Koga en Seishun Buta Yarou wa Bunny Girl Senpai no Yume wo Minai, Karen Kujō en Kin-iro Mosaic, Rin Shima en Yuru Camp y Ruka Sarashina en Kanojo, Okarishimasu.  

El 1 de febrero de 2017, hizo si debut como solista con un sencillo doble A-side "True Destiny/Chain the World" bajo el sello discográfico de FlyingDog. La canción "True Destiny" fue utilizada como el tema final de la serie de anime - Chain Chronicle-Haeccelitas no Hikari- y "Chain the World" fue utilizado como tema de apertura de su versión cinematográfica. En el T-SPOOK del 2016, Tōyama estuvo con Kiyono Yasuno.
En 2019, ganó el Premio a la Mejor Actriz de Reparto junto a su colega Yū Serizawa y el Premio al Juego en la 13° edición de los Seiyū Awards.

## Biografía

### Primeros años y educación
Tōyama nació el 11 de marzo de 1992 en Tokio. Su padre había pasado nueve años en el extranjero y hablaba inglés con fluidez.  Desde temprana edad tuvo interés por el anime, en particular por las series Ojamajo Doremi y Sailor Moon. Sin embargo, la serie de anime Fullmetal Alchemist fue la primera en inspirarla para convertirse en actriz de voz.  En ese momento, estaba impresionada de que el protagonista de la serie, Edward Elric, fuera interpretado por Romi Park.
Mientras estaba en la escuela secundaria y preparatoria, se convirtió en parte de un club de coro para ayudarla a superar la sordera de tono. También fue durante este tiempo que decidió seguir una carrera como actriz de voz, ya que había interactuado con compañeros de escuela que tenían intereses similares.  Sus padres aprobaron su decisión, siempre que le fuera bien en los exámenes de ingreso a la universidad. Mientras estaba en la escuela secundaria, se matriculó en la Japan Narrator Actor Institute. Después de completar su formación, se afilió a la agencia de actuación de voz Arts Vision.

### Actuación
Tōyama hizo su debut como actriz de voz en el año 2010, protagonizando el OVA Hiyokoi. Ese mismo año, interpretó su primer papel principal como Kanon Nakagawa en la serie de anime Kami nomi zo Shiru Sekai. Al año siguiente, fue elegida como Yune en Ikoku Meiro no Croisée y Margot Knight en Kyōkai Senjō no Horizon.

### Carrera musical
En 2010, lanzó varios sencillos y actuó en varios eventos para Kami nomi zo Shiru Sekai como Kanon Nakagawa. En 2013 interpreta algunas canciones para el primer disco musical de la franquicia de Yahari Ore no Seishun Love Come wa Machigatteiru. En 2014, se convirtió en parte del grupo musical Rhodanthe* junto con Asuka Nishi, Yumi Uchiyama, Risa Taneda y Manami Tanaka que interpreta temas musicales para la serie Kin-iro Mosaic. También ha lanzado sencillos como su personaje de Idolmaster, Mizuki Kawashima. En 2016, prestó su voz a un miembro del grupo de música del universo Walküre, que interpretó canciones para la serie de anime Macross Delta. 
Tōyama hizo su debut musical en solitario con el lanzamiento de su primer sencillo "True Destiny" / "Chain the world" el 1 de febrero de 2017.  La canción "True Destiny" se utilizó como tema final de la serie de televisión de anime Chain . Chronicle ~Haecceitas no Hikari~ , y "Chain the world" se utilizó como tema de apertura de su versión cinematográfica.  Su segundo sencillo "Ima Koko" / "Tsuki ga Kirei" fue lanzado el 24 de mayo de 2017; la canción "Ima Koko" se usó como tema de apertura de la serie de anime Tsuki ga Kirei , mientras que la canción "Tsuki ga Kirei" se usó como tema final de la serie.  Lanzó su primer álbum Rainbow el 25 de octubre de 2017. En febrero de 2018, realizó un concierto en solitario en el Nippon Budokan. Su club de fans oficial, "Niji no Wakka", se inauguró el mismo día. Lanzó su tercer sencillo "Tomoshibi no Manima ni" el 30 de mayo de 2018. Su segundo álbum Gunjō Infinity fue lanzado el 3 de abril de 2019 y  su cuarto sencillo "Aruiteikō! " el 5 de febrero de 2020;  la canción principal se utiliza como tema de apertura de la serie de anime Koisuru Asteroid.

## Filmografía

### Anime
2010
- Kami nomi zo Shiru Sekai (Kanon Nakagawa)
- Star Driver: Kagayaki no Takuto (Tiger Sugatame)

2011
- Ao no Exorcist (Ni-chan, Caliburn)
- Astarotte no Omocha! (Isold)
- Kyōkai Senjō no Horizon (Margot Knight)
- Ikoku Meiro no Croisée (Yune)

2012
- Eureka Seven: AO (Noah, Demo Woman (ep4), Maeve McCaffrey, Miyu Arata)
- Saki: Achiga-hen (Ako Atarashi)
- Horizon in the Middle of Nowhere II (Margot Knight)
- Senki Zesshō Symphogear (Shiori Terashima)
- Sakura-sō no Pet na Kanojo (Momoko, Girl A (ep1))

2013
- Kiniro Mosaic (Karen Kujo)
- Love Live! (Yukiho Kōsaka)
- Maoyu (Little Sister Maid)
- Tamayura: More Aggressive (Tomo)
- Hataraku Maō-sama! (Chiho Sasaki)
- Yahari Ore no Seishun Love Come wa Machigatteiru (Yui Yuigahama)
- The Unlimited - Hyōbu Kyōsuke (Yūgiri)
- The World God Only Knows: Goddesses (Kanon Nakagawa, Apollo)
- Arpeggio of Blue Steel ~Ars Nova~ (Shizuka Hazumi)

2014
- Inugami-san to Nekoyama-san (Suzu Nekoyama)[3]
- Mahō Sensō (Mui Aiba)
- Nisekoi (Chitoge Kirisaki)
- Nobunaga the Fool (Himiko)
- Robot Girls Z (Doublas M2)
- Sabagebu! (Kayo Gotokuji)
- Trinity Seven (Lieselotte Sherlock)
- Mahōka Kōkō no Rettōsei (Pixie)

2015
- Kantai Collection (Kongō, Hiei, Haruna, Kirishima, Takao, Atago, Maya, Chōkai, Ayanami, Shikinami)
- Nisekoi (Chitoge Kirisaki)
- Yahari Ore no Seishun Love Come wa Machigatteiru. Zoku (Yuigahama Yui)
- Hello Kiniro Mosaic (Karen Kujo)
- Gate: Jieitai Kano Chi nite, Kaku Tatakaeri (Lelei la Lelena)
- Go! Princess PreCure (Puff/Pafu)
- Miritari! (Lieutenant Lutgalnikov)
- Yahari Ore no Seishun Love Come wa Machigatteiru (Yui Yuigahama)
- Rakudai Kishi no Cavalry (Shizuku Kurogane)
- Senki Zesshō Symphogear GX (Shiori Terashima)
- Kūsen Madōshi Kōhosei no Kyōkan (Lecty Eisenach)
- Gakusen Toshi Asterisk (Claudia Enfield)
- The Idolmaster Cinderella Girls (Mizuki Kawashima)

2016
- Gakusen Toshi Asterisk 2 (Claudia Enfield)
- Macross Delta (Reina Prowler)
- Kono Bijutsubu ni wa Mondai ga Aru!(Maria Imari)
- Shūmatsu no Izetta (Lotte)
- Mahō Shōjo Ikusei Keikaku (Snow White)
- Long Riders! (Kurata Ami)

2017
- Yōkoso Jitsuryoku Shijō Shugi no Kyōshitsu e (Ichinose Honami)
- Ao no Exorcist: Kyoto Fujōō Hen (Nee)
- Boruto: Naruto Next Generations (Hebiichigo)
- Tsuki ga Kirei (Ryōko Sonoda)
- Granblue Fantasy: The Animation (Lyria)
- Chain Chronicle ~Light of Haecceitas~ (Música)
- Battle Girl High School (Nozomi Amano)
- 18if (Yurina Kanzaki)
- Isekai Shokudou (Iris)

2018
- Yuru Camp△ (Rin Shima)
- Beatless (Lacia)
- Seishun Buta Yarou wa Bunny Girl Senpai no Yume wo Minai (Tomoe Koga)
- Akanesasu Shōjo (Mia Silverstone)
- Goblin Slayer (Elfa)
- Irozuku Sekai no Ashita kara (Kurumi Kawai)
- Last Hope (Chloe Lau)
- Kakuriyo no Yadomeshi (Aoi Tsubaki)
- Devils' Line (Nanako Tenjō)
- Yama no Susume: Third Season (Honoka Kurosaki)
- Kaku-San-Sei Million Arthur (Coupy)
- Radiant (Miss Melba)

2019
- Ore wo Suki nano wa Omae dake ka yo (Chiharu Yо̄gi "Tsubaki")
- Kouya no Kotobuki Hikoutai (Ririko)
- Kaku-San-Sei Million Arthur 2 Season (Coupy)
- Carole & Tuesday (Katy Kimura)
- 7 Seeds (Natsu Iwashimizu)
- Dumbbell Nan Kilo Moteru? (Gina Boyd)
- Kochoki: Wakaki Nobunaga (Oichi, Nobuyuki Oda)
- Granblue Fantasy The Animation 2 Season (Lyria)
- Kono Oto Tomare! (Akira Dōjima)
- Mairimashita! Iruma-kun (Kuromu)
- Kabukichou Sherlock (Mary Morstan)
- Saiki Kusuo no Ψ-nan: Ψ-shidou-hen (Hii Suzumiya)

2020
- Koisuru Asteroid (Mikage Sakurai)
- Heya Camp (Rin Shima)
- Infinite Dendrogram (Xunyi)
- Gleipnir (Claire Aoki)
- Yahari Ore no Seishun Love Comedy wa Machigatteiru: Kan (III) (Yui Yuigahama)
- Kanojo, Okarishimasu (Ruka Sarashina)
- Yūkoku no Moriarty  (Louis James Moriarty) (de niño)
- Mahōka Kōkō no Rettōsei (Pixie)
- Re:Zero kara Hajimeru Isekai Seikatsu 2nd Season (Daphné)

2021
- Bokutachi no Remake (Eiko Kawasegawa)
- Kimetsu no Yaiba Yuukaku-hen (Suma)
- Peach Boy Riverside (Kibitsu Mikoto)

2022
- Girls' Frontline (Kalina)
- Hataraku Maō-sama! 2nd Season (Chiho Sasaki)
- Kakkō no Iinazuke (Hiro Segawa)
- Kanojo, Okarishimasu 2nd Season (Ruka Sarashina)
- Yōkoso Jitsuryoku Shijō Shugi no Kyōshitsu e 2nd Season (Ichinose Honami)

2023
- Yōkoso Jitsuryoku Shijō Shugi no Kyōshitsu e 3rd Season (Ichinose Honami)
- Benriya Saitō-san, Isekai ni Iku (Lafanpan)
- Eiyū Kyōshitsu (Sophi)
- Spy Kyōshitsu (Sibylla)
- Goblin Slayer 2 Season (Elfa)
- Vinland Saga Season 2 (Rota)
- The Idolmaster Cinderella Girls U149 (Mizuki kawashima)
- Kanojo, Okarishimasu 3rd Season (Ruka Sarashina)
- Potion-danomi de Ikinobimasu! (Celestine)
- Shy (Iko Koishikawa)
- Bleach: Sennen Kessen-hen (Giselle Gewelle)
- Kamonohashi Ron no Kindan Suiri (Mofu Usaki)
- Tearmoon Teikoku Monogatari (Rafina Orca Belluga)

2024
- Yubisaki to Renren (Emma Nakazono)
- Jii-san Baa-san Wakagaeru (Shiori)
- Oroka na Tenshi wa Akuma to Odoru (Yūka Tanahashi)
- Grendizer U (Hikaru Makiba)

2025
- Sakamoto Days (Aoi Sakamoto)

### OVA
| Año  | Título                                                                | Rol                    |
| ---- | --------------------------------------------------------------------- | ---------------------- |
| 2011 | The World God Only Knows: Four People and an Idol                     | Kanon Nakagawa         |
| 2013 | Assassination Classroom                                               | Nagisa Shiota          |
| 2013 | The World God Only Knows: Magical Star Kanon 100%                     | Kanon Nakagawa         |
| 2013 | Yahari Ore no Seishun Love Come wa Machigatteiru                      | Yui Yuigahama          |
| 2014 | Nisekoi                                                               | Chitoge Kirisaki       |
| 2014 | Zetsumetsu Kigu Shōjo Amazing Twins                                   | Aya                    |
| 2015 | Nisekoi:                                                              | Chitoge Kirisaki       |
| 2015 | Yahari Ore no Seishun Love Come wa Machigatteiru. Zoku.               | Yui Yuigahama          |
| 2016 | Bakuon!!                                                              | Rin Suzunoki           |
| 2016 | Strike the Blood OVA II                                               | Yume Eguchi            |
| 2017 | Touhou Project nijisōsaku dōjin anime `hi fū katsudō kiroku - iwai -' | Sanae Kochiya          |
| 2019 | Girls und Panzer das Finale                                           | Éclair                 |
| 2020 | Yuru Camp△ episode special BD / DVD                                   | Rin Shima              |
| 2020 | Ore wo Suki nano wa Omae dake ka yo: Oretachi no Game Set             | Chiharu Yо̄gi / Tsubaki |
| 2021 | Fate/Grand Carnival                                                   | Ibaraki-douji          |
| 2023 | Yahari Ore no Seishun Love Come wa Machigatteiru: Kan (III)           | Yui Yuigahama          |

### Películas
| Año  | Título                                                                | Rol                                     |
| ---- | --------------------------------------------------------------------- | --------------------------------------- |
| 2011 | Fullmetal Alchemist: The Sacred Star of Milos                         | Karina                                  |
| 2012 | Blue Exorcist: The Movie                                              | Nee                                     |
| 2013 | Star*Drive: The Movie                                                 | Tiger Sugatame                          |
| 2015 | Love Live! The School Idol Movie                                      | Yukiho Kōsaka                           |
| 2016 | Pretty Cure All Stars: Everyone Singing♪ The Miracle Magic!           | Puff/Pafu                               |
| 2016 | Suki ni Naru Sono Shunkan o                                           | Arisa Takamizawa                        |
| 2016 | KanColle: The Movie                                                   | Kongō class, Chōkai, Ayanami, Shikinami |
| 2017 | Doraemon the Movie 2017: Great Adventure in the Antarctic Kachi Kochi | Yuka-tan                                |
| 2017 | Pretty Cure Dream Stars!                                              | Puff/Pafu                               |
| 2017 | Trinity Seven the Movie: Eternity Library and Alchemic Girl           | Lieselotte Sherlock                     |
| 2018 | Liz and the Blue Bird                                                 | Nozomi Kasaki                           |
| 2019 | Seishun Buta Yarō wa Yumemiru Shōjo no Yume o Minai                   | Tomoe Koga                              |
| 2020 | Goblin Slayer - Goblin's Crown                                        | Elfa arquera                            |

### Videojuegos
- Fairy Fencer F (Harler)
- Kantai Collection (Kongō, Hiei, Haruna, Kirishima, Takao, Atago, Maya, Chōkai, Ayanami, Shikinami)
- THE iDOLM@STER Cinderella Girls (Mizuki Kawashima)
- Yahari Game demo Ore no Seishun Love Come wa Machigatteiru (Yui Yuigahama)
- Yahari Game demo Ore no Seishun Love Come wa Machigatteiru. Zoku (Yui Yuigahama)
- Yahari Game demo Ore no Seishun Love Come wa Machigatteiru. Kan (Yui Yuigahama)
- Gothic wa Mahou Otome (Snow White)
- Granblue Fantasy (Lyria)
- Fate/Grand Order (Suzuka Gozen e Ibaraki Douji)
- JoJo's Bizarre Adventure: All Star Battle (Trish Una)
- JoJo's Bizarre Adventure: Eyes of Heaven (Trish Una)
- Lord of Heroes (Charlotte)
- Onmyoji (Shiranui)
- Fire Emblem Heroes (Celica)
- Princess Connect! Re:Dive (Hiyori Harusaki)
- Umineko no Naku Koro ni: Saku (Piece)
- Magia Record (Chisato Shion)
- Digimon World: Next Order (Himari Oofuchi)
- Genshin Impact (Mualani)
- Uma Musume Pretty Derby (Mejiro Ramonu)

### ASMR
- Shin neko-gurashi.〜 Habana Nekomusume-hen 〜 (2021, Habana neko)[4]
- Oshi-goto neiro 〜 kyanpā-hen 〜 (2022, Ōyama Komine)[5]

## Discografía

### Álbum
| Fecha de lanzamiento     | Título                                 | Catalog No.                                             | Oricon chart posición |
| ------------------------ | -------------------------------------- | ------------------------------------------------------- | --------------------- |
| 25 de octubre de 2017    | "Rainbow"                              | VTZL-140 (Limited Edition) VTZL-3240 (Regular Edition)  | 12                    |
| 3 de abril de 2019       | Gunjō Infinity (群青インフィニティ)    | VTZL-156 (Limited Edition) VTZL-60495 (Regular Edition) | 9                     |
| 28 de septiembre de 2022 | Welcome to MY WONDERLAND（初回限定盤） | VTZL-214 (Limited Edition) VTCL-60567 (Regular Edition) | 8                     |

### Singles
| Fecha de lanzamiento   | Título                                                   | Catalog No.                                                                              | Oricon chart posición |
| ---------------------- | -------------------------------------------------------- | ---------------------------------------------------------------------------------------- | --------------------- |
| 1 de febrero de 2017   | "True Destiny/Chain the world"                           | VTZL-119 (Limited Edition) VTCL-35252 (Regular Edition) VTCL-35253(Anime Edition)        | 13                    |
| 24 de mayo de 2017     | "Imakoko / Tsuki ga Kirei" (イマココ/月がきれい?)        | VTZL-128 (Limited Edition) VTCL-35256 (Regular Edition) VTCL-35257(Anime Edition)        | 11                    |
| 30 de mayo de 2018     | "Tomoshibi no Manima ni" (灯火のまにまに?)               | VTZL-144 (Limited Edition) VTCL-35275 (Regular Edition) VTCL-35276(Anime Edition)        | 14                    |
| 5 de febrero de 2020   | "Aruiteikō!" (歩いていこう！) (?)                        | VTZL-165 (Limited Edition) VTCL-35312 (Regular Edition) VTCL-35313(Anime Edition)        | 6                     |
| 3 de noviembre de 2021 | "Samenai mahō" (冷めない魔法?)                           | VTZL-188 (Limited Edition) VTCL-35335 (Regular Edition) VTZL-189(Anime Edition)          | 10                    |
| 8 de junio de 2022     | "Ano Ni~Tsu no kotoba/Growing" (あの日のことば/Growing?) | VTZL-204 (A) VTZL-205 (B) (Limited Edition) VTCL-35348 (Regular Edition) (Anime Edition) | 11                    |

### Vídeos musicales
| Fecha de lanzamiento    | Título                                                               | Catalog No.  | Oricon chart posición |
| ----------------------- | -------------------------------------------------------------------- | ------------ | --------------------- |
| 30 de mayo de 2018      | "Nao Toyama 1st LIVE「Rainbow」a Nippon Budoukan"                    | VTXL-33 (BD) | 17                    |
| 18 de diciembre de 2019 | 1st TOUR “LIVE Infinity” at Pacifico Yokohama Live                   | VTXL-39 (BD) |                       |
| 3 de mayo de 2023       | 5th ANNIVERSARY TOUR "Welcome to MY WONDERLAND" at Pacifico Yokohama | VTXL-48      |                       |

- Interpretó el opening y ending de Tsuki ga Kirei: Imakoko (イマココ) y Tsuki ga Kirei (月がきれい), respectivamente. Además, interpretó los siguientes temas: Hatsukoi (初恋), Yasashii Kimochi (やさしい気持ち), Sangatsu Kokonoka (３月９日), Natsu Matsuri (夏祭り), Fragile y Mirai e (未来へ).[6]

- Interpretó el opening de Kakuriyo no Yadomeshi: Tomoshibi no Manima ni (灯火のまにまに).[7]

- Interpretó el ending de Yūsha, Yamemasu: Growing (あの 費 の 言葉).[8]
- Canto junto con Saori Hayami el ending de la primera temporada de Yahari Ore no Seishun Love Come wa Machigatteiru titulado "Hello Alone"
- Interpeto junto a Saori Hayami el tema del festival cultural utilizado al final de la primera temporada de Yahari Ore no Seishun Love Come wa Machigatteiru titilado "Bitter Bitter Sweet", el cual está incluido en la discografía de la primera temporada del anime.
- Interpretó uno de los temas producidos para la discografía de la primera temporada de Yahari Ore no Seishun Love Come wa Machigatteiru titulado "Smile Go Round".
- Canto junto a Saori Hayami el ending de la segunda temporada de Yahari Ore no Seishun Love Come wa Machigatteiru titulado "Everyday World".
- Canto uno de los temas producidos para la discografía de la segunda temporada de Yahari Ore no Seishun Love Come wa Machigatteiru titulado "By The Happy End".
- Interpretó junto a Saori Hayami cuatro temas producidos para la discografía de la segunda temporada de Yahari Ore no Seishun Love Come wa Machigatteiru titulados "Under The Changing Sky", "Bright Generation", "Rock You!!" y "Kimi to Merry Christmas".
- Canto uno de los temas producidos para la discografía de la tercera temporada de Yahari Ore no Seishun Love Come wa Machigatteiru titulado "Diamond no Jundo" el cual tuvo tres versiones, una versión cantada por Saori Hayami, otra por la misma Nao Tōyama y una en la que cantan ambas. Esta última version fue utilizada como ending de la tercera temporada.
- Interpretó uno de los temas producidos para la discografía de la tercera temporada de Yahari Ore no Seishun Love Come wa Machigatteiru titulado "L no Kanjou".